# غاريث بينيت
غاريث بينيت (بالإنجليزية: Gareth Bennett)‏ هو سياسي بريطاني، ولد في 1 ديسمبر 1968 في كارديف في المملكة المتحدة. حزبياً، نشط في حزب استقلال المملكة المتحدة. في انتخابات الجمعية الوطنية الويلزية 2016 ‏، انتخب عضو الجمعية الوطنية الويلزية الخامسة ‏ عن دائرة ويلز الجنوبية الوسطى ‏ وقد انضم خلال فترته النيابية ‏ (5 مايو 2016 – )  للكتلة البرلمانية حزب استقلال المملكة المتحدة.

## وصلات خارجية
- الموقع الرسمي